# Johan III av Bretagne

Hertigdömet Bretagnes vapensköld.

Johan III (bretonska Yann III, franska Jean III) 8 mars 1286  - 30 april 1341), hertig av Bretagne från 1312 till sin död. Han var son till Artur II av Bretagne och hans första fru Maria av Limoges.
1297 gifte sig Johan med sin första fru Isabelle av Valois, äldsta dotter till Karl av Valois och dennes första fru Margareta av Anjou och Maine. Vid tiden för bröllopet var Johan elva år gammal och hans brud endast fem. Isabelle dog utan avkomma 1309. 1310 gifte sig Johan med sin andra fru Isabella av Kastilien. Johan var vid tidpunkten 24 år gammal och Isabella 27. 
Isabella dog också hon utan barn 1328. 1329 gifte sig Johan för tredje gången med Johanna av Savojen. Johan var 43 år gammal och Johanna runt 19. 
Johan III dog barnlös 1341, tre år före sin fru, och hans död utlöste det bretonska tronföljdskriget (1341–1364) mellan huset Montfort och huset Blois. Detta inbördeskrig var en del av hundraårskriget.